# Tom Gorman
Tom Gorman (* 19. Januar 1946 in Seattle, Washington) ist ein ehemaliger US-amerikanischer Tennisspieler.

## Karriere
Als Tom Gorman sechs Jahre alt war, erhielt er von seinem Großvater seinen ersten Tennisschläger und er hatte die Möglichkeit, auf einem Tennisplatz zwei Häuser vom Elternhaus zu trainieren. Später spielte er im Team der Seattle University.
Im Jahr 1971 konnte Gorman bei den French Open zum ersten und einzigen Mal ein Grand-Slam-Finale erreichen. Im Doppel verlor er mit Stan Smith das rein US-amerikanisch besetzte Finale gegen Arthur Ashe und Marty Riessen in vier Sätzen. Als persönlichen Durchbruch empfand Gorman seine Teilnahme an den Wimbledon Championships im selben Jahr. Nachdem er im Einzel unter anderem Cliff Drysdale, Ion Țiriac und Ross Case geschlagen hatte, besiegte er im Viertelfinale den Weltranglistenersten Rod Laver in drei Sätzen. Gorman bezeichnete dies später als das beste Match seiner Karriere. Die anschließende Halbfinalpartie verlor er gegen seinen Landsmann Stan Smith.
Im Jahr 1972 erreichte Gorman das Halbfinale der US Open. Auf dem Weg dorthin schlug er Nikola Pilić, Dick Stockton und Roscoe Tanner. Das Halbfinalmatch verlor er gegen den Rumänen Ilie Năstase in vier Sätzen. Für Aufsehen sorgte er, als er am Ende des Jahres in der Halbfinalpartie des Masters gegen seinen vorjährigen Doppelpartner Stan Smith aufgeben musste. Im Match verletzte er sich am Rücken. Kurz vor Ende der Partie wurde ihm klar, dass er am nächsten Tag beim Finale nicht würde antreten können. Beim Stand von 7:6, 6:7, 7:5, 5:4 und bei eigenem Matchball gab er das Spiel auf und verzichtete somit auf das höhere Preisgeld, das ihm im Falle des Finaleinzugs zugestanden hätte. Diese sportliche Geste wurde in den Nachrichten auf nationaler Ebene thematisiert.
Im Jahr 1973 erreichte er unter anderem nach Siegen über Onny Parun und Jan Kodeš das Halbfinale der French Open. Im Halbfinale musste er sich dem späteren Turniersieger Ilie Năstase geschlagen geben. Das nach eigener Aussage beste Turnier seiner Karriere spielte Gorman im selben Jahr in Stockholm, als er im Finale den Lokalmatador Björn Borg besiegen konnte. 1974 erreichte er mit Platz 10 seine höchste Platzierung in der Weltrangliste.
Gorman wurde zwischen 1972 und 1975 in sieben Begegnungen der US-amerikanischen Davis-Cup-Mannschaft eingesetzt. Er gewann 8 seiner 13 Partien. Obwohl Gorman im Finale des Davis Cups 1972 seine beiden Einzelpartien verlor, besiegte das Team die rumänische Davis-Cup-Mannschaft und holte den Davis Cup; dies war Gormans einziger Titel bei dieser Veranstaltung.
Nach seiner aktiven Karriere war er von 1986 bis 1993 Teamkapitän der US-amerikanischen Davis-Cup-Mannschaft. In dieser Zeit gewann die Mannschaft zweimal den Davis Cup, 1990 und 1992, und erreichte 1991 ein weiteres Mal das Finale. 1988 und 1992 war er zudem der Trainer des olympischen Tennisteams der USA. Das Team gewann bei beiden Spielen zusammen acht Medaillen.
Von 2008 bis 2015 hatte er ein Tennis Resort in La Quinta geleitet, bevor er sich zur Ruhe setzte.

## Privates
Er wuchs mit zwei jüngeren Schwestern, die Zwillinge sind, in Seattle auf. Mit seiner Ehefrau Danni, mit der er in Atlanta lebt, hat Gorman zwei Töchter.

## Erfolge
| Legende         |
| Grand Slam      |
| Grand Prix (18) |

| ATP-Titel nach Belag |
| Hartplatz (7)        |
| Sand (3)             |
| Rasen (1)            |
| Teppich (7)          |

### Einzel

#### Turniersiege
| Nr. | Datum             | Turnier     | Belag         | Finalgegner       | Ergebnis                |
| --- | ----------------- | ----------- | ------------- | ----------------- | ----------------------- |
| 1.  | 15. März 1970     | Caracas (1) | Hartplatz     | Gerald Battrick   | 6:2, 6:4, 3:6, 6:4      |
| 2.  | 1. August 1971    | Columbus    | Hartplatz     | Jimmy Connors     | 6:7, 7:6, 4:6, 7:6, 6:3 |
| 3.  | 18. März 1973     | Caracas (2) | Hartplatz     | François Jauffret | 6:3, 7:6, 6:3           |
| 4.  | 1. April 1973     | Vancouver   | Teppich (i)   | Jan Kodeš         | 3:6, 6:2, 7:5           |
| 5.  | 11. November 1973 | Stockholm   | Hartplatz (i) | Björn Borg        | 6:3, 4:6, 7:6           |
| 6.  | 3. August 1975    | Cincinnati  | Hartplatz     | Sherwood Stewart  | 7:5, 2:6, 6:4           |
| 7.  | 16. November 1975 | Hongkong    | Hartplatz     | Sandy Mayer       | 6:3, 6:1, 6:1           |
| 8.  | 25. Januar 1976   | Baltimore   | Teppich (i)   | Ilie Năstase      | 7:5, 6:3                |
| 9.  | 25. April 1976    | Sacramento  | Teppich (i)   | Bob Carmichael    | 6:2, 7:6                |

#### Finalteilnahmen
| Nr. | Datum              | Turnier       | Belag       | Finalgegner    | Ergebnis           |
| --- | ------------------ | ------------- | ----------- | -------------- | ------------------ |
| 1.  | 14. Juni 1969      | Beckenham (1) | Rasen       | Ove Bengtson   | 4:6, 5:7           |
| 2.  | 6. Juni 1970       | Manchester    | Rasen       | Bob Lutz       | 2:6, 7:9           |
| 3.  | 16. August 1970    | Columbus      | Hartplatz   | Bob Lutz       | 4:6, 6:1, 5:7, 1:6 |
| 4.  | 14. November 1970  | London (1)    | Teppich (i) | John Alexander | 7:5, 6:7, 6:7      |
| 5.  | 17. September 1972 | Seattle       | Teppich (i) | Ilie Năstase   | 4:6, 6:3, 3:6      |
| 6.  | 18. November 1972  | London (2)    | Teppich (i) | Ilie Năstase   | 4:6, 3:6           |
| 7.  | 3. Februar 1974    | Richmond      | Teppich (i) | Ilie Năstase   | 2:6, 3:6           |
| 8.  | 3. März 1974       | Miami         | Teppich (i) | Cliff Drysdale | 4:6, 5:7           |
| 9.  | 3. März 1974       | Rotterdam     | Teppich (i) | Tom Okker      | 6:4, 6:72, 1:6     |
| 10. | 15. Juni 1974      | Beckenham (2) | Rasen       | Vijay Amritraj | 7:6, 2:6, 4:6      |
| 11. | 13. November 1977  | Hongkong      | Hartplatz   | Ken Rosewall   | 3:6, 7:5, 4:6, 4:6 |
| 12. | 22. Januar 1978    | Baltimore     | Teppich (i) | Cliff Drysdale | 5:7, 3:6           |
| 13. | 19. November 1978  | Taipeh        | Teppich (i) | Brian Teacher  | 3:6, 3:6, 3:6      |
| 14. | 25. März 1979      | San José      | Hartplatz   | Bernard Mitton | 4:6, 1:6, 3:6      |

### Doppel

#### Turniersiege
| Nr. | Datum              | Turnier    | Belag         | Doppelpartner    | Finalgegner                      | Ergebnis      |
| --- | ------------------ | ---------- | ------------- | ---------------- | -------------------------------- | ------------- |
| 1.  | 2. Mai 1971        | Paris      | Sand          | Stan Smith       | Pierre Barthès François Jauffret | 3:6, 7:5, 6:2 |
| 2.  | 7. November 1971   | Stockholm  | Hartplatz (i) | Stan Smith       | Arthur Ashe Bob Lutz             | 6:3, 6:4      |
| 3.  | 17. Februar 1973   | Kopenhagen | Teppich (i)   | Erik van Dillen  | Mark Cox Graham Stilwell         | 6:4, 6:4      |
| 4.  | 16. Juni 1973      | Nottingham | Rasen         | Erik van Dillen  | Bob Carmichael Frew McMillan     | 6:4, 6:1      |
| 5.  | 16. September 1973 | Seattle    | Teppich (i)   | Tom Okker        | Bob Carmichael Frew McMillan     | 2:6, 6:4, 7:6 |
| 6.  | 7. Oktober 1973    | Osaka      | Sand          | Jeff Borowiak    | Jun Kamiwazumi Ken Rosewall      | 6:4, 7:6      |
| 7.  | 21. Juli 1974      | Chicago    | Teppich       | Marty Riessen    | Brian Gottfried Raúl Ramírez     | 4:6, 6:3, 7:5 |
| 8.  | 21. Juli 1974      | Washington | Sand          | Marty Riessen    | Patricio Cornejo Jaime Fillol    | 7:5, 6:1      |
| 9.  | 25. April 1976     | Sacramento | Teppich (i)   | Sherwood Stewart | Mike Cahill John Whitlinger      | 3:6, 6:4, 6:4 |

#### Finalteilnahmen
| Nr. | Datum             | Turnier      | Belag       | Doppelpartner    | Finalgegner                   | Ergebnis            |
| --- | ----------------- | ------------ | ----------- | ---------------- | ----------------------------- | ------------------- |
| 1.  | 4. Oktober 1970   | Berkeley     | Hartplatz   | Roy Barth        | Bob Lutz Stan Smith           | 2:6, 5:7, 6:4, 2:6  |
| 2.  | 6. Juni 1971      | French Open  | Sand        | Stan Smith       | Arthur Ashe Marty Riessen     | 6:4, 3:6, 4:6, 9:11 |
| 3.  | 1. April 1973     | Vancouver    | Teppich (i) | Erik van Dillen  | Pierre Barthès Roger Taylor   | 7:5, 3:6, 6:7       |
| 4.  | 22. April 1973    | Charlotte    | Sand        | Erik van Dillen  | Tom Okker Marty Riessen       | 6:7, 6:3, 3:6       |
| 5.  | 26. August 1973   | South Orange | Rasen       | Pancho Gonzales  | Jimmy Connors Ilie Năstase    | 7:6, 3:6, 2:6       |
| 6.  | 18. August 1974   | Columbus     | Hartplatz   | Bob Lutz         | Anand Amritraj Vijay Amritraj | kampflos            |
| 7.  | 19. Januar 1976   | Indianapolis | Teppich (i) | Vitas Gerulaitis | Bob Lutz Stan Smith           | 2:6, 4:6            |
| 8.  | 20. Februar 1977  | San José     | Teppich (i) | Geoff Masters    | Bob Hewitt Frew McMillan      | 2:6, 3:6            |
| 9.  | 26. November 1977 | Taipeh       | Teppich (i) | Steve Docherty   | Chris Delaney Pat DuPré       | 6:7, 6:7            |
| 10. | 5. November 1978  | Tokio Indoor | Teppich (i) | Pat DuPré        | Ross Case Geoff Masters       | 3:6, 4:6            |